# Departamento de Podor
Podor es un departamento de la región de Saint-Louis en Senegal, con una población censada en noviembre de 2013 de 370 751 habitantes.
Se encuentra ubicado al noroeste del país, cerca de la frontera con Mauritania y de la costa del océano Atlántico.